# Bùi Quang Huy (cầu thủ bóng đá)
Bùi Quang Huy (sinh ngày 24 tháng 7 năm 1982) là một cựu cầu thủ bóng đá chuyên nghiệp người Việt Nam. Hiện ông đang làm trợ lý huấn luyện viên tại câu lạc bộ Nam Định.

## Sự nghiệp

### Câu lạc bộ
Bùi Quang Huy đến với bóng đá khá muộn và hầu như không qua lớp đào tạo chính quy nào. Năm 1998 khi đang học lớp 11, ông mới đến với bóng đá chuyên nghiệp sau khi tham gia thi đấu cho đội trẻ của câu lạc bộ Nam Định. Tuy nhiên, với lợi thế thể hình cao cùng những kỹ năng được rèn rũa từ khi còn đá ở quê đã giúp ông nhanh chóng có vị trí trong đội hình chính thức chỉ vài tháng sau đó. Quang Huy là một trong số những cầu thủ đầy tài năng thuộc lứa sinh năm 1980 của Nam Định.
Năm 2005, sau khi cùng đội đội tuyển quốc gia Việt Nam tham dự Tiger Cup 2004, Huy được trao chiếc băng đội trưởng Nam Định, dẫn dắt các cầu thủ thuộc thế hệ kế tiếp trụ lại ở V.League 1 trong 5 mùa giải sau đó. Quang Huy ký hợp đồng có thời hạn 3 năm cùng mức lương 30 triệu đồng một tháng với Vicem Hải Phòng vào giai đoạn trước mùa giải 2009–2010. Cuối năm 2011, Quang Huy chính thức có tên trong danh sách cầu thủ Câu lạc bộ bóng đá Ninh Bình.

### Đội tuyển quốc gia
Quang Huy lần đầu được gọi vào đội U-23 Việt Nam để chuẩn bị cho Tiger Cup 2004. Ở giải đấu này, anh bắt dự bị cho thủ môn Nguyễn Thế Anh. Sau đó, anh được triệu tập vào Việt Nam để chuẩn bị cho Cúp bóng đá châu Á 2007 và AFF Suzuki Cup 2008, nhưng ở cả hai giải đấu này anh cũng chỉ là dự bị cho thủ môn Dương Hồng Sơn.

## Thành tích
Với đội tuyển Việt Nam
- Vô địch AFF Suzuki Cup 2008
- Hạng ba giải vô địch bóng đá Đông Nam Á 2007

Với Nam Định
- Á quân Việt Nam 2004, hạng ba 2003
- Vô địch Cúp bóng đá Việt Nam 2007

Với Xi măng Hải Phòng
- Á quân Việt Nam 2010